# Tolbaños de Abajo
Tolbaños de Abajo es un pueblo del municipio de Valle de Valdelaguna situado al sudeste de la provincia de Burgos, Comunidad de Castilla y León (España).
En Tolbaños de Abajo puede encontrarse una de las dehesas mejor conservadas de la península ibérica, con ejemplares de roble rebollo (quercus pyrenaica) y de roble albar (quercus petraea), estos últimos se acercan a los 700 años de longevidad. También se encuentran hermosos ejemplares de acebo.

## Geografía
Está situado a 73 km de la capital (Burgos) y al sur de la Sierra de la Demanda. Su población ronda los 15 habitantes triplicándose en la época estival. Es el pueblo más pequeño del Valle de Valdelaguna.

## Situación administrativa
En las elecciones locales de 2007 correspondientes a esta entidad local menor  concurre sendas candidaturas: Manuel Ángel Aparicio Burgos, independiente en la lista del PSOE y José Luis Muñoz García (PP), resultando elegido alcalde pedáneo este último. Actualmente (2013) el alcalde es José María Burgos.

## Historia
Villa, de la Jurisdicción de Valdelaguna, en el partido de Aranda, jurisdicción de realengo, con alcalde ordinario.
A la caída del Antiguo Régimen queda agregado al ayuntamiento constitucional   de Valle de Valdelaguna, en el partido de Salas de los Infantes perteneciente a la región de  Castilla la Vieja.

## Fiestas y costumbres
Las fiestas patronales son a mediados de junio (San Quirico y Santa Julita) y el penúltimo fin de semana de agosto (San Bartolomé). Cada cuatro años se encarga de la fiesta patronal de la Virgen de Vega que se comparte con Tolbaños de Arriba, Huerta de abajo y Huerta de arriba.
También se celebra San Cristóbal, se saca al santo en procesión por las calles del pueblo cargado de dulces, caramelos, rosquillas, pastas, etc...y luego estas se bendicen y son repartidas entre sus habitantes.

## Puntos de interés
- Iglesia de san Quirico y santa Julita: En Tolbaños de Abajo una de sus particulares edificaciones es la iglesia de san Quirico y de santa Julita, situada a unos 150 metros del casco urbano. La iglesia data del siglo XI y XII, es de estilo prerromanico y destaca la arcada sobre la puerta, la pila bautismal, la cruz procesional y un conjunto de estelas alto medievales. También destaca la torre exenta que es una de las peculiaridades de esta iglesia ya que no es habitual ni en la comarca ni en España.

- Ermita de san Millan: Es un pequeño templo de una sola nave, planta de salón, muros de sillarejo y cadenas de sillares en los ángulos. En el hastial se abre un arco de medio punto. Esta pequeña ermita se puede datar de finales de siglo XVI o principios de siglo XVII.
- Dehesa de Tolbaños de Abajo: En Tolbaños de Abajo podemos encontrar una gran dehesa situada a menos de medio kilómetro del pueblo, es una de la dehesas mejor conservadas de toda la Península, podemos encontrar una gran variedad de flora destacando principalmente los espectaculares robles de más de 700 años y la multitud de acebos que hay en la zona. También podemos encontrar diversos ejemplares de pinos albares y negrales.
- El molino: El molino de Tolbaños de Abajo está situado a un kilómetro del casco urbano aproximadamente pero merece la pena visitarlo especialmente por sus vistas. Es una estructura sencilla que está en desuso. Desde allí se pueden observar unas vistas magníficas del valle.